# Europastraße 840
Die Europastraße 840 (kurz: E 840) ist eine rund 94 Kilometer (ohne Seestrecke) lange Europastraße des Zwischennetzes, die, von Westen nach Osten verlaufend, Sassari in der italienischen Region Sardinien mit Civitavecchia in der italienischen Region Latium verbindet.

## Verlauf
Die Europastraße trennt sich rund zwölf Kilometer südöstlich von Sassari von der Europastraße 25 (Strada Statale 131 Carlo Felice) und folgt der Strada Statale 597 di Logudoro, umgeht Ploaghe südlich und Monti nördlich. Sie erreicht schließlich Olbia an der Ostküste Sardiniens, wo sie auf die Strada Statale 125 Orientale Sarda trifft.  In die Europastraße einbezogen ist die Fährverbindung von Olbia nach Civitavecchia. Auf dem Festland verbindet ein rund neun Kilometer langes Teilstück der Strada Statale 1 Via Aurelia den Hafen von Civitavecchia mit dem Ende der von Rom kommenden Autostrada A12, die sich nach Norden als Strada Statale 1 fortsetzt.